# Schweizer 300
El Schweizer 300 (anteriormente Hughes 269) es un helicóptero utilitario ligero, diseñado por Hughes Helicopters, como un desarrollo del Hughes 269. Posteriormente la producción pasó a manos de Schweizer Aircraft, aunque su diseño básico apenas varió. En 2009, Schweizer pasó a ser una subsidiaria de Sikorsky, con lo que el modelo 300 pasó a denominarse Sikorsky S-300.

## Desarrollo

### Historia previa
En 1955, Hughes Tool Company's Aircraft Division llevó a cabo una investigación de mercado, que descubrió la existencia de una demanda para un helicóptero biplaza de bajo coste. La división empezó a fabricar el Modelo 269 en septiembre de 1955. El 2 de octubre de 1956 el Modelo 269 realizó su primer vuelo, aunque no sería hasta 1960 cuando se decidiese que entrase en producción.
El 9 de abril de 1959, el Modelo 269 recibió el certificado de aeronavegabilidad de la FAA, aunque Hughes continuó centrándose en el desarrollo del mismo. Con unos pequeños cambios, las primeras entregas de la versión del Modelo 269A empezaron en 1961. A mediados de 1963 se fabricaban alrededor de 20 aeronaves mensualmente, y en la primavera de 1964, 314 unidades habían sido fabricadas. Hughes había logrado hacerse con un gran hueco en el mercado civil de helicópteros.

### Modelo 300

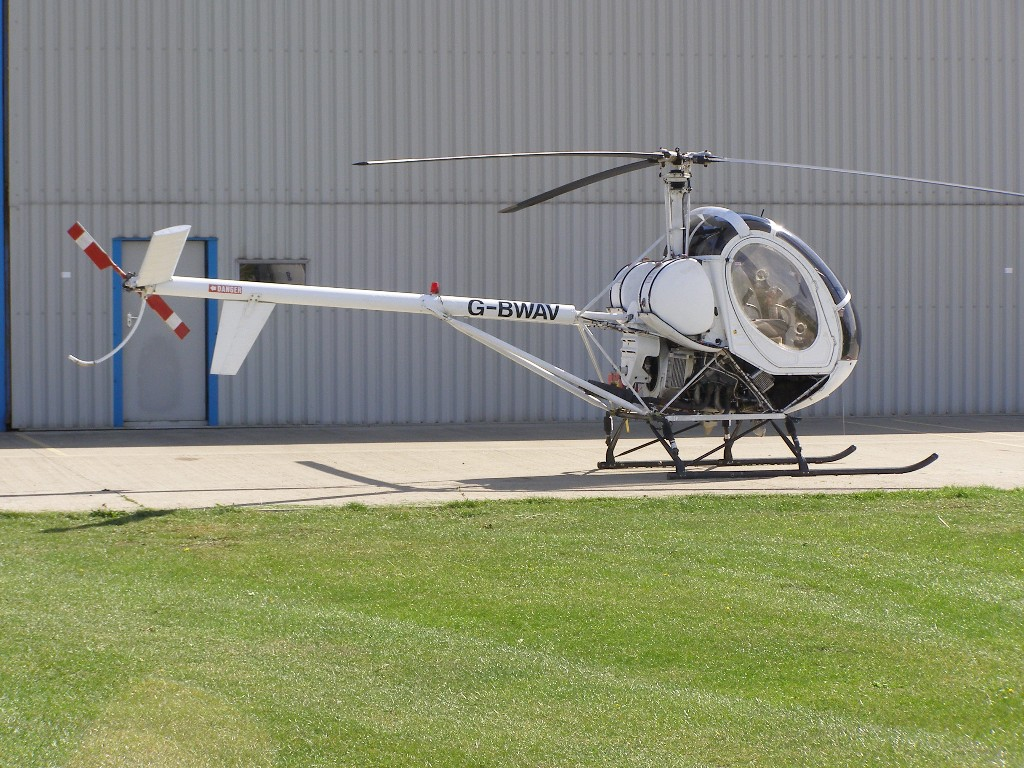
Schweizer 300C.

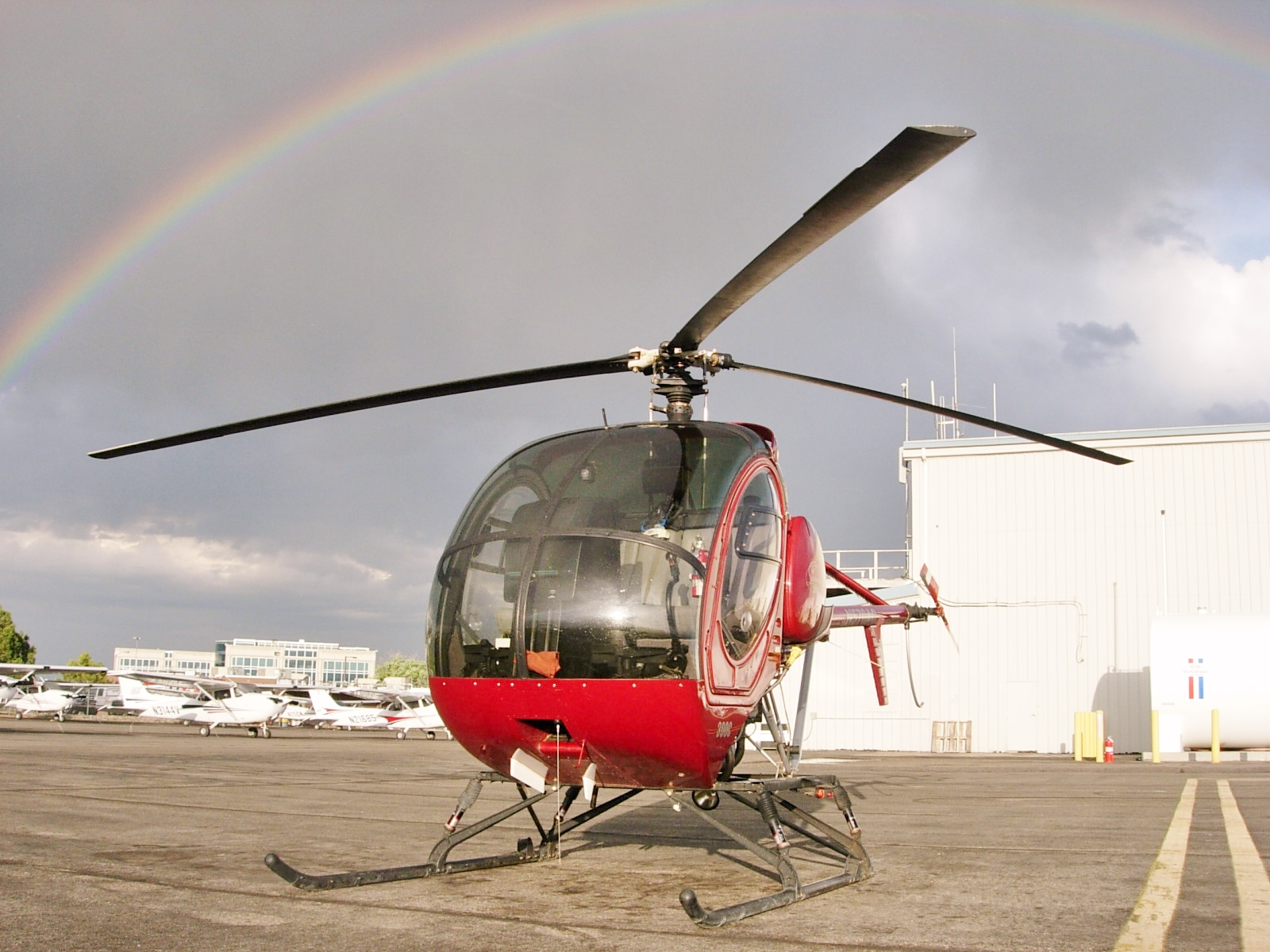
Schweizer 300C.

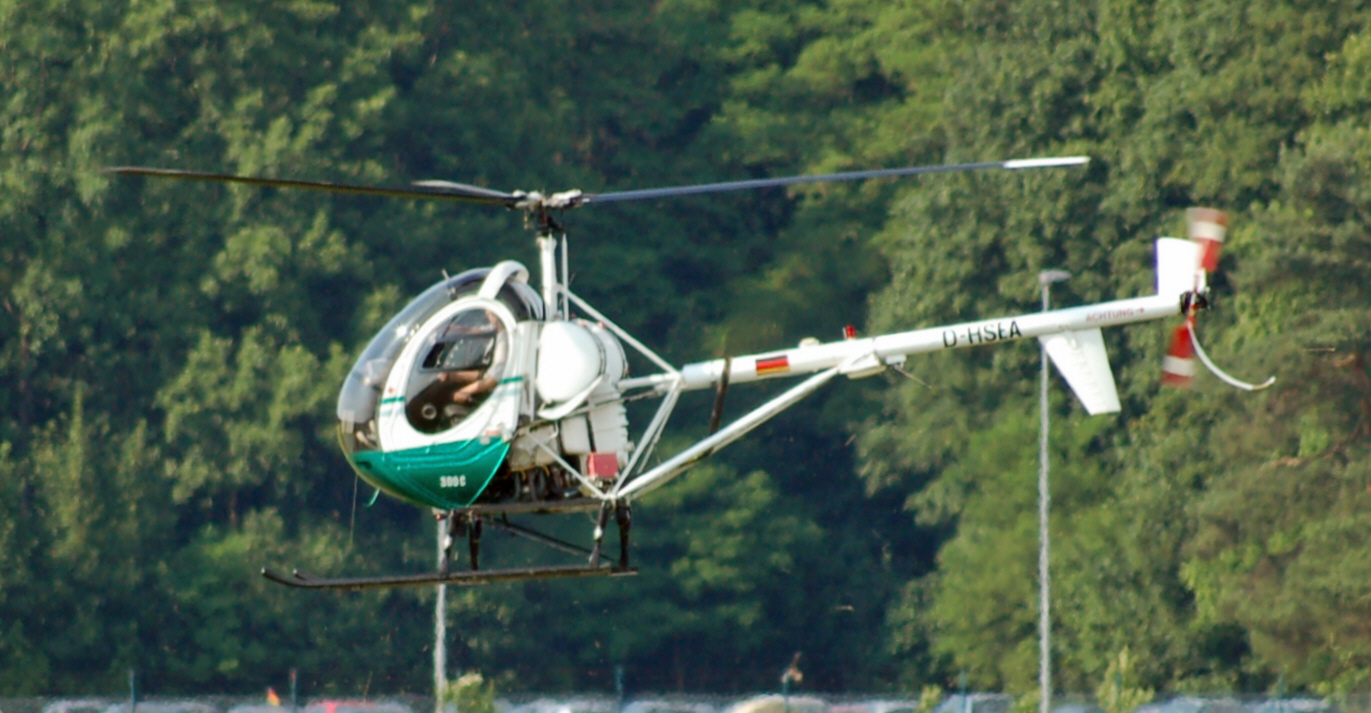
Schweizer 300C.

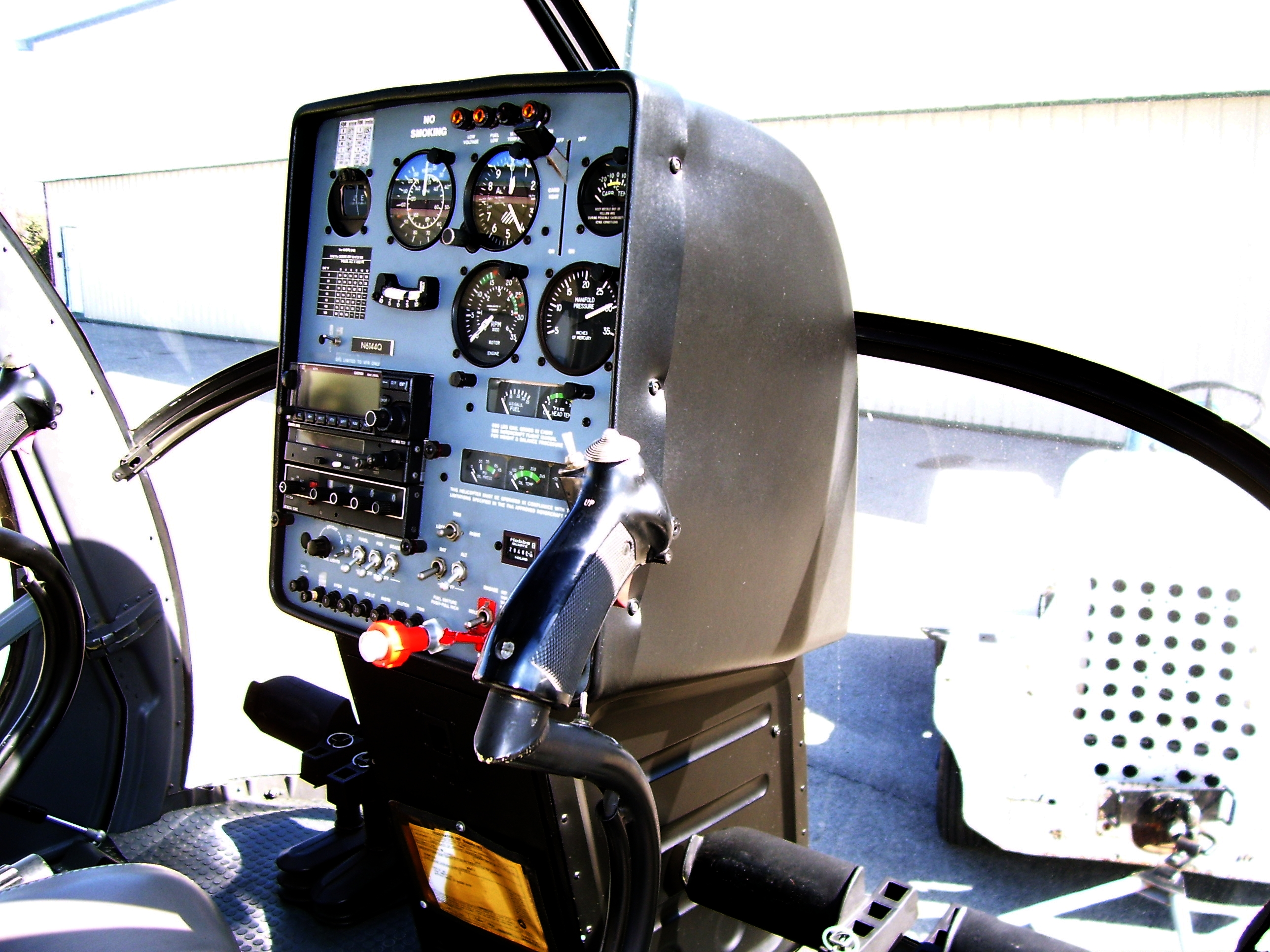
Interior de un Schweizer 300CB.

En 1964, Hughes introdujo una variante agrandada de tres asientos, denominada Modelo 269B, que era comercializada como Hughes 300. El Hughes 300 fue seguido en el año 1969 por la versión mejorada Hughes 300C (también conocida como 269C), que voló por primera vez el 6 de marzo de 1969 y recibió el certificado de la FAA en mayo de 1970. Este modelo estaba equipado con un motor Lycoming HIO-360-D1A de 190 cv. , y con un diámetro de rotor más grande. Esto otorgaba un incremento en la capacidad de carga del 45%. Schweizer empezó a fabricar este modelo bajo licencia de Hughes en 1983.
En 1986, Schweizer compró todos los derechos del helicóptero a McDonnell Douglas, quién había comprado Hughes Helicopters en 1984. Tras la compra del certificado de vuelo de la FAA, el helicóptero pasó a denominarse durante un corto periodo de tiempo como Schweizer-Hughes 300C y luego como Schweizer 300C.

## Especificaciones
Referencia datos: Data from International Directiory of Civil Aircraft

### Características generales
- Tripulación: 1
- Capacidad: 2 pasajeros
- Carga: 431 kg (949,9 lb)
- Longitud: 9,4 m (30,8 ft)
- Diámetro rotor principal: 8,2 m (26,9 ft)
- Altura: 2,7 m (8,9 ft)
- Área circular: 52,8 m² (568,3 ft²)
- Peso vacío: 500 kg (1102 lb)
- Peso máximo al despegue: 930 kg (2049,7 lb)
- Planta motriz: 1× Motor de 4 cilindros Lycoming O-360.
  - Potencia: 141 kW (194 HP; 192 CV)
- Hélices: Rotor principal tripala y rotor de cola bipala

### Rendimiento
- Velocidad máxima operativa (Vno): 176 km/h (109 MPH; 95 kt)
- Velocidad crucero (Vc): 159 km/h (99 MPH; 86 kt)
- Alcance: 326 km (176 nmi; 203 mi)
- Régimen de ascenso: 3,8 m/s (752 ft/min)

## Usuarios
Hughes 269C
 El Salvador
- Fuerza Aérea Salvadoreña - 6
- Ministerio de Seguridad Pública y Justicia - 11

 Guatemala
- SAGSA Escuela - 2

 Haití
- Fuerza Aérea Haitiana - 3
  - Escadre d'Helicoptéres (1978-1988)

 India
- Armada India - 4 Hu300
  - INAS 562 (1971-1985)

 Irán
- Fuerza Aérea Imperial Iraní

 Corea del Norte
 Sierra Leona
- Ejército de Sierra Leona - 2 como Saab 300C

 Estados Unidos
- University of North Dakota Aerospace - 5

NH-300C
 Grecia
- Fuerza Aérea Griega - 17

Schweizer 300C
 Argentina
- Guardacostas de Argentina - 2 
  - Estación Aérea de Posadas
- Gendarmería Nacional Argentina

 Colombia
- Fuerza Aérea Colombiana
  - Escuela de Helicópteros

 Costa Rica
- Ministerio de Seguridad Pública

 Estonia
- Piirivalve Lennusalk - 1

 Indonesia
- Tentara Nasional Indonesia-Angkatan Darat - 6

 Perú
- Fuerza Aérea del Perú - 6 
  - Escuadrón de Helicópteros 333[7]

 Suecia
- Ejército Sueco - 28 como Hkp 5B (1980-2002)

Schweizer 300CBi
 Reino Unido
- Helicentre Aviation - 2

 México
- Heliescuela - 3

TH-300C
 Tailandia
- Real Ejército Tailandés - 45

 Turquía
- Ejército Turco - 26

### Aeronaves similares
- Bell 47
- OH-23 Raven
- Robinson R22
- Guimbal Cabri G2